# Станге
Станге (норв. Stange) — коммуна в губернии Хедмарк в Норвегии. Административный центр коммуны — город Станге. Официальный язык коммуны — букмол. Население коммуны на 2007 год составляло 18 821 чел. Площадь коммуны Станге — 724,21 км², код-идентификатор — 0417.

## История населения коммуны
Население коммуны за последние 60 лет.

Статистика коммуны Станге

## Известные уроженцы, жители
Трюгве Брудеволль (19 декабря 1920, Станге, Хедмарк — 19 августа 2021, Осло) — норвежский бобслеист. Участник зимних Олимпийских игр 1952 и 1956 годов.